# Anja Schache
Anja Schache (* als Anja Müller am 29. März 1977 in Potsdam) ist eine deutsche Florettfechterin und zehnfache deutsche Meisterin.
Sie ist mit dem ebenfalls international erfolgreichen Florettfechter Lars Schache verheiratet.

## Leben
Anja Schache ist seit 1996 Sportsoldatin (Hauptfeldwebel in der Sportfördergruppe der Bundeswehr Frankenberg) und startete für den FC Tauberbischofsheim. Mit dem Florett gewann sie bereits beim Weltcup Paris im Jahr 2001 Bronze, beim Weltcup Seoul 2003 Silber, bei den Deutschen Meisterschaften 2004, 2006 und 2008 Gold im Einzel und 2002, 2006, 2008, 2009, 2010, 2011 und 2012 mit der Mannschaft.
Ihren größten Erfolg erreichte sie als Silbermedaillengewinnerin bei den Weltmeisterschaften 2005 in Leipzig.
Bei den Olympischen Sommerspielen 2008 in Peking schied Schache gegen die Russin Jewgenija Lamonowa ohne Chance mit 15:2 schon in der zweiten Runde, bei ihrem ersten Kampf, aus. Mit der Mannschaft erreichte sie den fünften Platz.
Bei den Fechtweltmeisterschaften 2009 in Antalya gewann sie mit der Mannschaft Bronze.
Bei den Fechteuropameisterschaften 2011 in Sheffield gewann sie ebenfalls mit der Mannschaft Bronze.
2013 beendete sie ihre aktive Karriere.
Ihr Studium an der Trainerakademie Köln schloss Schache 2005 als Diplom-Trainerin ab. Derzeit absolviert sie an der Hochschule Ansbach erneut ein Studium, diesmal im Studiengang International Management.